# Placówka Straży Celnej „Stożek”

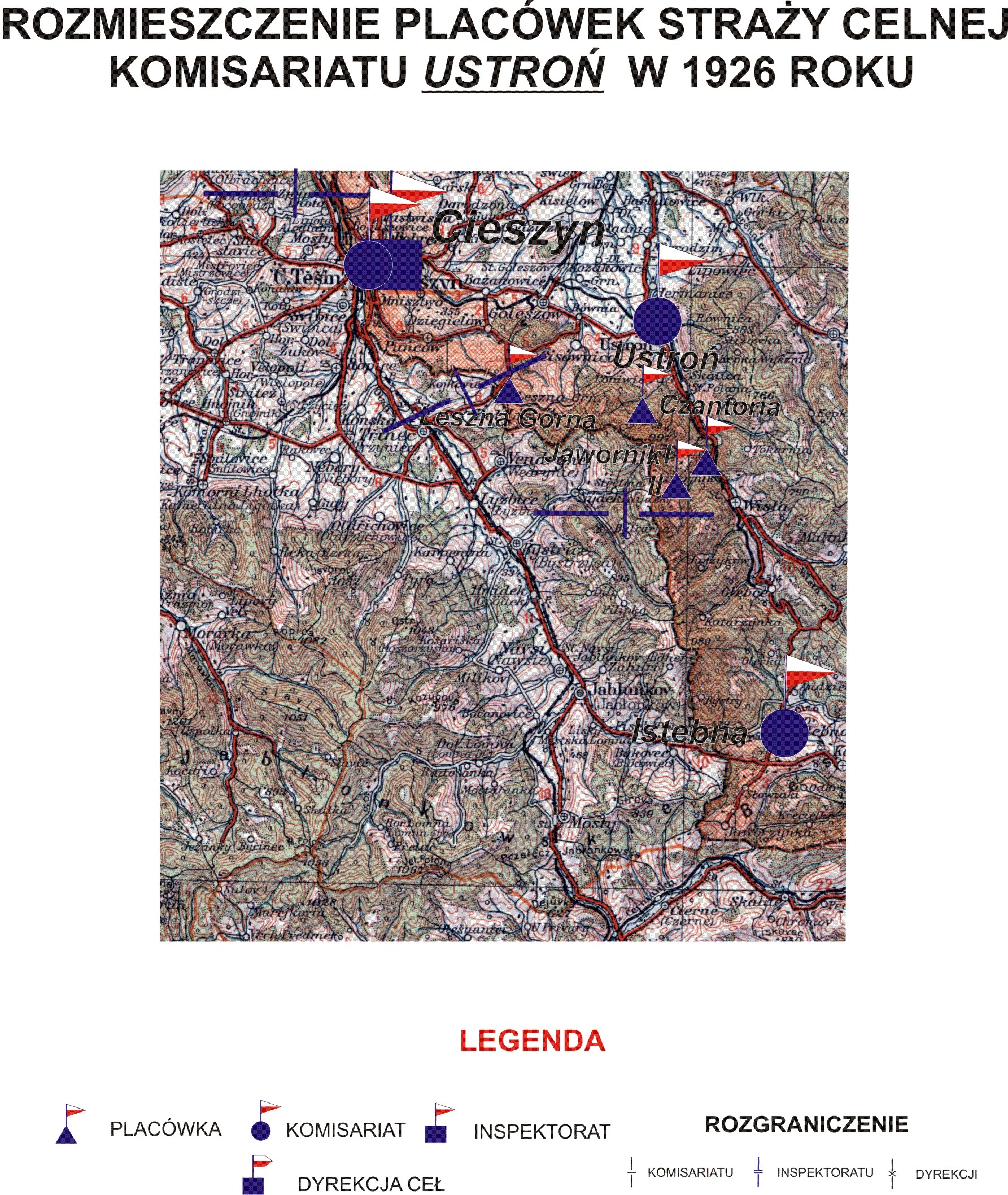
Rozmieszczenie placówek SC Komisariatu Ustroń w 1926 r.

Placówka Straży Celnej „Stożek” – jednostka organizacyjna Straży Celnej pełniąca w okresie międzywojennym służbę ochronną na granicy polsko-czechosłowackiej.

## Formowanie i zmiany organizacyjne
Na wniosek Ministerstwa Skarbu, uchwałą z 10 marca 1920 roku, powołano do życia Straż Celną. Jednostki Straży Celnej rozpoczęły przejmowanie odcinków granicy od pododdziałów Batalionów Celnych. W 1922 roku w Istebnej stacjonował sztab 1 kompanii 7 batalionu celnego. Kompania wystawiała również placówkę w Stożku. Proces tworzenia Straży Celnej trwał do końca 1922 roku. Placówka Straży Celnej „Stożek” weszła w podporządkowanie komisariatu Straży Celnej „Ustroń” z Inspektoratu SC „Cieszyn”.
W drugiej połowie 1927 roku przystąpiono do gruntownej reorganizacji Straży Celnej. W praktyce skutkowało to rozwiązaniem tej formacji granicznej. Ochronę północnej, zachodniej i południowej granicy państwa przejęła powołana z dniem 2 kwietnia 1928 roku Straż Graniczna. W strukturach nowo powstałej formacji placówki „Stożek” nie odtworzono.

## Funkcjonariusze placówki
Kierownicy placówki
| stopień  | imię i nazwisko, numer | okres pełnienia służby | kolejne stanowisko |
| -------- | ---------------------- | ---------------------- | ------------------ |
| strażnik | Władysław Zając (1137) | był w 1926             |                    |

Obsada personalna placówki w 1926:
- strażnik Władysław Zając (1137)
- strażnik Józef Chołota (148)
- strażnik Władysław Kazimierski (446)
- strażnik Tadeusz Pater (359)
- strażnik Wilhelm Szyma (987)
- strażnik Piotr Mżyk (681)